# Patricia Rocco
Patricia Rieken Macêdo Rocco (Rio de Janeiro, 10 de outubro de 1963) é uma médica, pesquisadora e professora universitária brasileira.

## Biografia e carreira
Professora Titular do Instituto de Biofísica Carlos Chagas Filho da Universidade Federal do Rio de Janeiro (UFRJ) e Membro Titular da Academia Nacional de Medicina e da Academia Brasileira de Ciências.
Possui graduação em Medicina pela UFRJ (1987), mestrado em Ciências Biológicas (Biofísica) pela UFRJ (1992) e doutorado em Ciências pela UFRJ (1995). É chefe do Laboratório de Investigação Pulmonar do Instituto de Biofísica Carlos Chagas Filho (IBCCF) da UFRJ.
No IBCCF, desempenhou um papel administrativo como Chefe do Programa de Terapia de Células-Tronco e Bioengenharia (2008-2011) e Coordenadora dos cursos de pós-graduação em Fisiologia (2005-2008).
Desde 2004, é cientista do Estado do Rio de Janeiro pela Fundação Carlos Chagas Filho de Amparo à Pesquisa no Estado do Rio de Janeiro (FAPERJ) e desde 1995 é cientista do Conselho Nacional de Pesquisa (Conselho de Desenvolvimento Científico e Tecnológico, CNPq), sendo atualmente pesquisadora do CNPq no mais alto nível (1A). Desde 2021 é integrante do Conselho Superior da CAPES (Coordenação de Aperfeiçoamento de Pessoal de Nível Superior).
Foi Vice-Presidente Regional do ISCT para a América do Sul e Central (2019-2021) e Presidente da Sociedade Brasileira de Fisiologia (2021-2022). É atualmente Global Secretary da ISCT (2023).
Durante a pandemia de COVID-19, coordenou 4 ensaios clínicos. Autora ou coautora de mais de 440 publicações em revistas de impacto, publicou um livro de fisiologia respiratória, mais de 128 capítulos de livros associados à fisiologia, fisiopatologia pulmonar e pesquisas com células-tronco e proferiu mais de 370 conferências em congressos nacionais e internacionais.
A profa. Rocco atingiu um índice H de 66 e mais de 15406 citações (abril/2023). Suas publicações têm sido frequentemente destacadas em editoriais publicados em Critical Care Medicine, Critical Care e Anesthesiology.
É consultora ad hoc de várias agências de fomento nacionais e internacionais e revisora de diversas revistas de impacto internacional: American Journal of Respiratory and Critical Care Medicine, American Journal of Cell and Molecular Biology, Anesthesia and Analgesia, British Journall of Anaesthesia, Critical Care, Critical Care Medicine, Experimental Lung Research, Intensive Care Medicine, Journal of Applied Physiology, Lancet Respiratory Medicine, Nutrition, Proceedings of the National Academy of Sciences of the United States of America, dentre outras.
Tem experiência na área de fisiologia, com ênfase em fisiologia e fisiopatologia respiratórias, atuando principalmente nos seguintes temas.
1) Remodelamento e reparo de doenças inflamatórias como asma, silicose, síndrome do desconforto respiratório agudo e enfisema; 
2) Consequências respiratórias da desnutrição e obesidade;
3) Lesão pulmonar induzida pelo ventilador mecânico;
4) Desenvolvimento de estratégias terapêuticas inovadoras para doenças como asma, silicose, síndrome do desconforto respiratório agudo, hipertensão arterial pulmonar e enfisema;
5) Desenvolvimento de estratégias ventilatórias na síndrome do desconforto respiratório agudo e enfisema.